# FH70
Le FH70 (FH est le sigle de l'anglais : Field Howitzer, « obusier de campagne » des années 1970) est un canon d'artillerie tracté de 155 mm utilisé par plusieurs nations.

## Historique
En 1963, l'OTAN approuve une exigence militaire de base pour l'OTAN en ce qui concerne l'artillerie d'appui rapproché, tractée ou automotrice. Par la suite, l'Allemagne de l'Ouest et le Royaume-Uni entament des discussions et des études de conception et, en 1968, établissent des caractéristiques opérationnelles pour un canon de soutien rapproché remorqué de 155 mm. L'Italie devient partie prenante de l'accord en 1970.
Les principales exigences sont:
- un groupe auxiliaire de puissance amovible (APU)
- une portée de 24 km à 30 km
- une capacité de tir rapide de 3 coups en 15 à 20 secondes, 6 coups par minute pendant une courte période et 2 coups par minute en tirs soutenus
- être en mesure de tirer toutes les munitions de 155 mm en service au sein de l'OTAN, ainsi que de nouvelles gammes de munitions.

Les deux nations ont la responsabilité globale de la recherche et du développement, et Vickers Ltd est l'autorité chargée de la conception. Les deux pays sont également responsables de la conception du porteur, Rheinmetall GmbH est elle responsable de la masse d'élévation, des moyens de visée, et de l'APU. Le Royal Armament Research and Development Establishment (RARDE) du Royaume-Uni est responsable de la conception du projectile HE et du système de charge. L'Allemagne de l'Ouest est quant à elle responsable des munitions fumigènes, éclairantes, et HE à portée étendue, bien que le développement du  dernier ne soit pas achevé dans le programme.
L'intention pour le FH70 est de remplacer l'obusier M114 de 155 mm et d'équiper les bataillons de soutien des régiments d'artillerie divisionnaires allemands et d'équiper trois unités britanniques en remplacement du canon de 5,5 pouces. Il équipe effectivement les régiments réguliers britanniques en soutien direct des brigades d'infanterie jusqu'à la fin de la guerre froide, et ne remplace le canon léger L118 que dans deux régiments de la Territorial Army, le 100e (Yeomanry) Regiment Royal Artillery (en) et le 101e (Northumbrian) Regiment Royal Artillery (Volunteers) (en) de 1992 à 1999.

## Conception
Le FH70 a plusieurs fonctionnalités, notamment:
- une culasse à coin vertical contenant douze étoupilles (une culasse similaire était montée sur le canon allemand M109G)
- un moteur Volkswagen de 1 700 cm3 pour alimenter l'hydraulique, pour aider à mettre le canon en batterie (avec pompe à main de secours) et pour les petits déplacements sans remorquage par un tracteur d'artillerie
- affichage électronique de données de tir

Le canon a une longueur de 39 calibres, donnant une vitesse initiale maximale standard de 827 m/s. Il possède un frein de bouche donnant une rendement de 32%.
Initialement, il possède un refouloir, mais il devient l'un des premiers utilisateurs du système "flick-ramming" (chargeuse/pilonneuse electrohydraulique qui accélère le chargement des obus). Conformément à la pratique britannique de longue date, il peut être installé par un seul homme, cela signifie que le canon peut être actionné par un détachement minimum de seulement quatre hommes (commandant, tireur et deux pourvoyeurs). La cadence de tir par rafales est de trois coups en quinze secondes. Il est également équipé d'un viseur télescopique à tir direct.
Un certain nombre de défauts de conception apparaissent lors de son utilisation. L'équipement entre en service opérationnel complet au Royaume-Uni en 1980. Il devient clair qu'il y a des difficultés importantes avec le système d'alimentation par tube dans des conditions peu idéales. Le 1er régiment RHA, une unité qui avait mené les essais, développe ses propres procédures pour résoudre ces problèmes liés à la contamination par la poussière, et ce processus est établi dans les manuels officiels par la suite. Plus important encore, les traînées du canon s’avèrent faibles au point où le stress maximal est encouru lors du remorquage de l'équipement. Cela aboutit à des travaux de modification sur les canons britanniques en 1987. Il a également des problèmes continus avec le train d'entraînement sur l'APU VW à quatre cylindres à plat, et le système hydraulique est toujours vulnérable aux problèmes évidents posés par son exposition à l'environnement extérieur (non-blindé). De plus, le porte-viseur à cadran complexe est également vulnérable aux dommages.

## Munitions

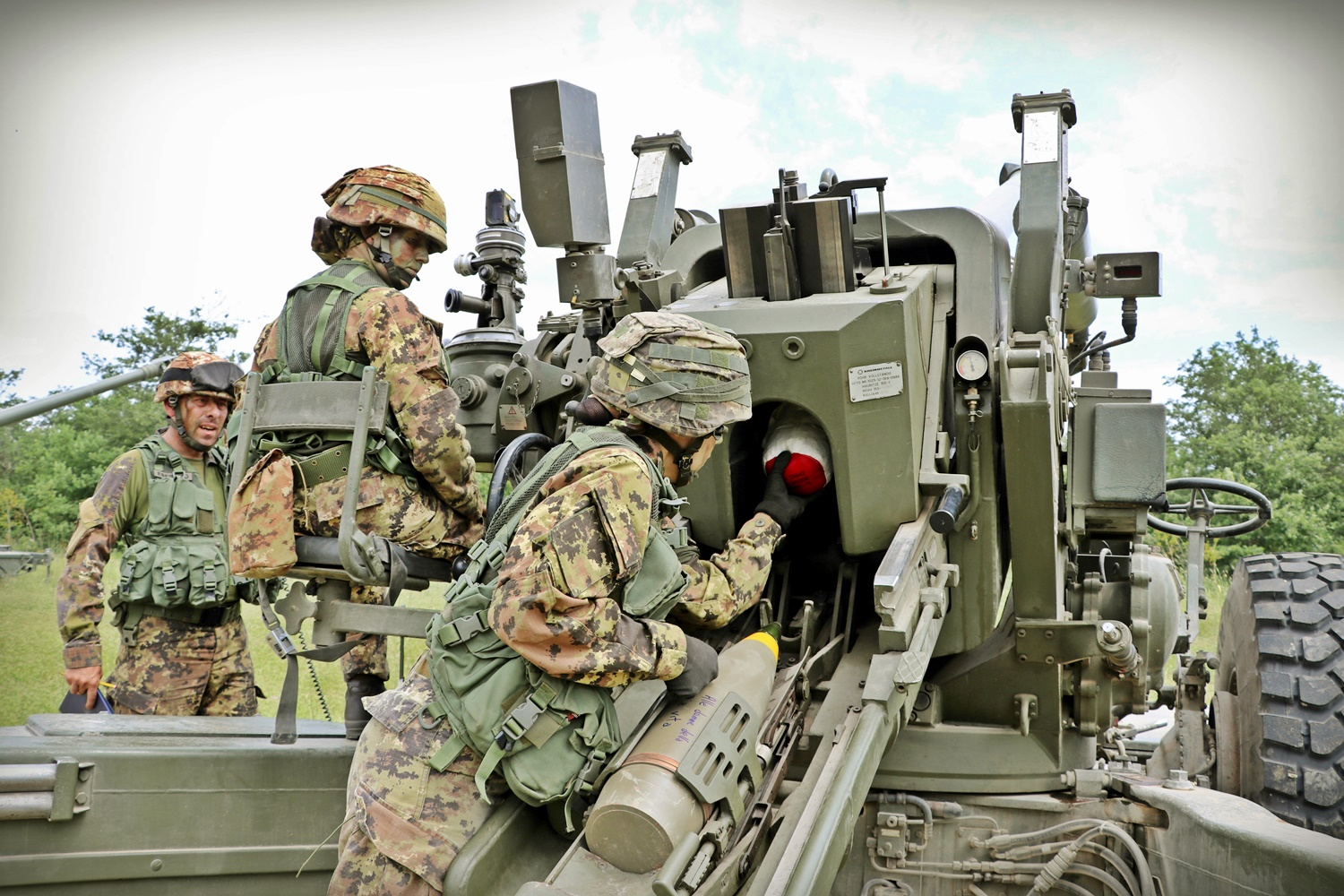
Les troupes du 1er régiment d'artillerie de campagne de l'armée italienne chargeant un canon FH70.

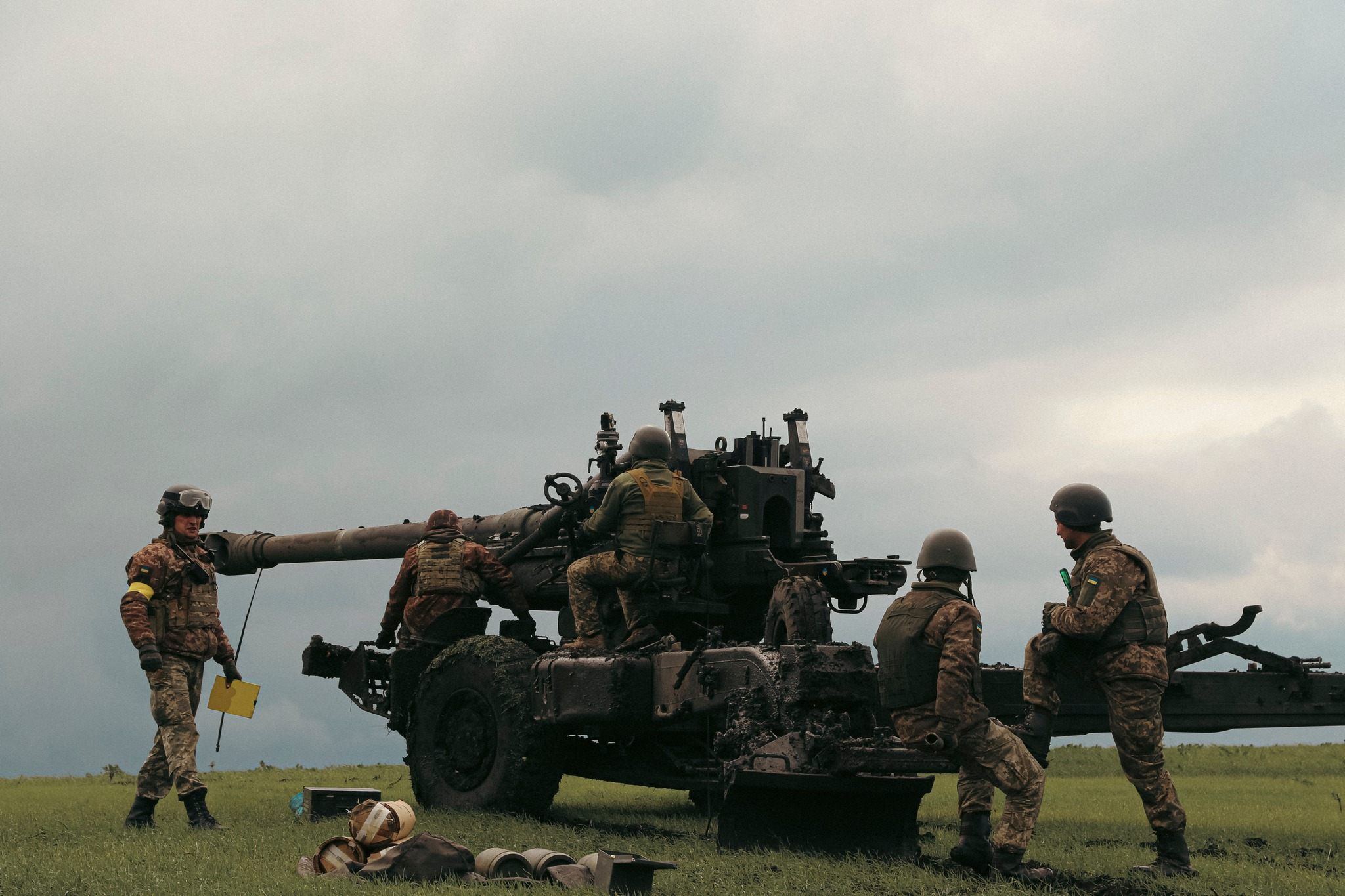
La 44e brigade d'artillerie ukrainienne opérant un FH70.

Les nouveaux projectiles sont conformes à l'Accord balistique quadrilatéral entre les États-Unis, le Royaume-Uni, l'Allemagne et l'Italie. Essentiellement, cela signifie que le corps de l'obus possède la même forme et les mêmes dimensions que le projectile américain M549. L'obus explosif standard (appellation britannique L15) possède une enveloppe à paroi mince contenant 11,3 kg d'explosif brisant pour une masse totale de 43,5 kg. Cela reste la plus grande charge d'explosif pour un obus standard de 155 mm.
Les charges sont conditionnées dans des gargousses dont les sachets sont séparables. Le premier sachet renferme les charges 1 et 2, le deuxième sachet renferme les charges 3 à 7 et le troisième sachet contient la charge 8, ce qui donne une portée maximale dans des conditions standard de 24,7 km.
Chaque nation développe ses propres fusées et conditionnement des munitions. Dans le cas du Royaume-Uni, cela conduit à un conteneur de chargement unitaire transportant 17 cartouches complètes, comprenant également des obus équipés de fusées, une nouveauté pour les munitions de calibre de 155 mm.
Les munitions américaines standard de calibre 155 mm peuvent également être tirées, bien que les étoupilles américaines se soient révélées problématiques pour le barillet à étoupilles en raison de leurs dimensions différentes.

## Utilisateurs

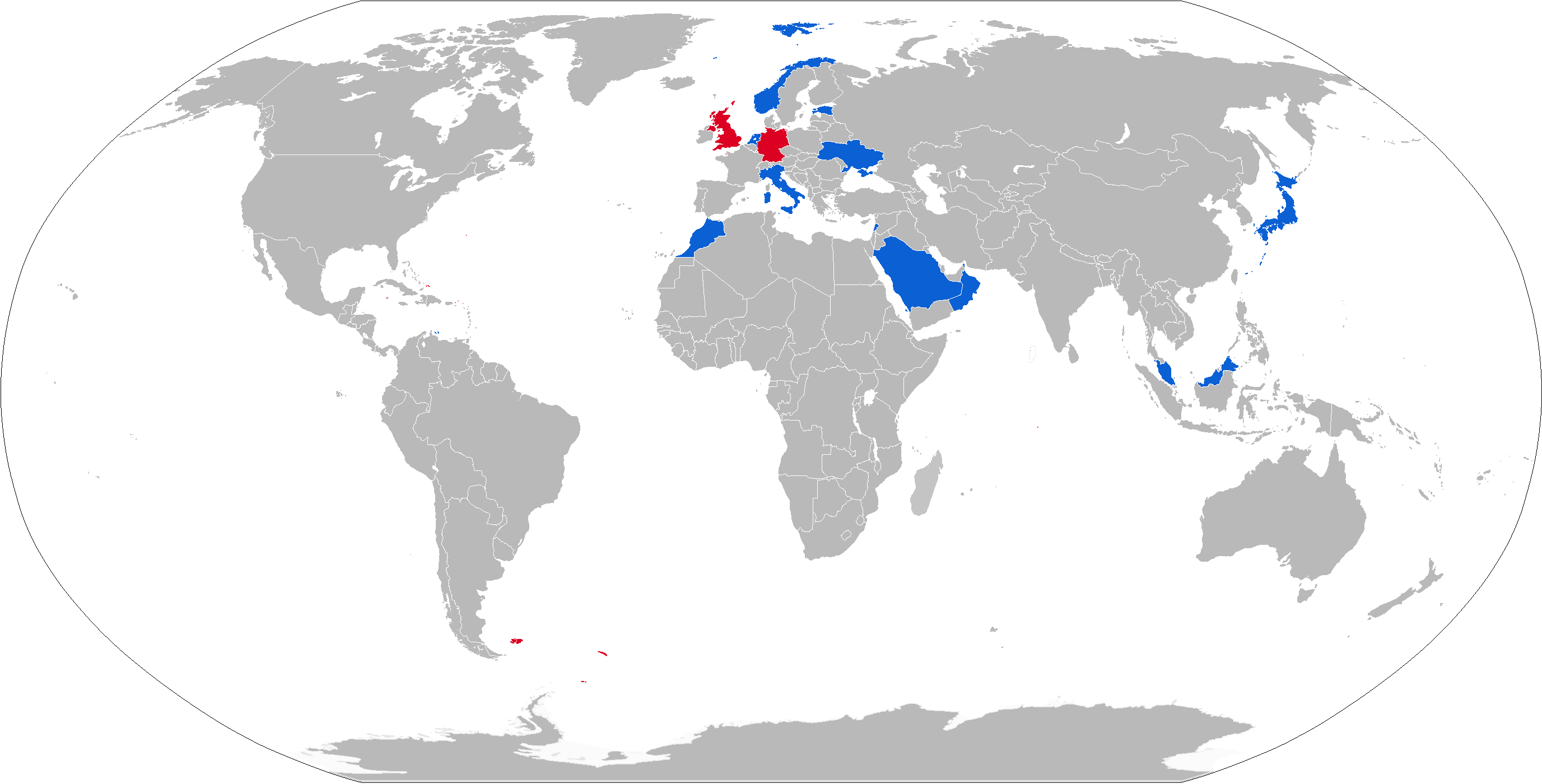
Opérateurs du canon (actuel en bleu - ancien en rouge)

### Utilisateurs actuels
- Estonie - 24
- Italie - 162
- Japon - 480 Construits sous licence par Japan Steel Works, également utilisés pour le Type 99 155 mm self-propelled howitzer (en)[3].
- Lebanon - Nombre inconnu en service.
- Maroc - 30
- Pays-Bas - 15 dans la réserve de guerre
- Oman - 12
- Arabie saoudite - 72
- Ukraine - Dons italien et estonien à partir de mai 2022[4],[5].

### Anciens opérateurs
- Allemagne - 150 FH155-1 (Field Howitzer 155mm Mk1). Dernière unité (225e bataillon d'artillerie de montagne) convertie en artillerie à chenilles en 2002.
- Malaisie - 15 unités.
- Royaume-Uni - 67 (comme obusiers 155 mm L121 avec munitions 155 mm L22 sur chariot 155 mm L13 en service jusqu'en 1999).